# Großer Preis von Südafrika 1992
Der Große Preis von Südafrika 1992 (offiziell Yellow Pages South African Grand Prix) fand am 1. März auf dem Kyalami Grand Prix Circuit in Midrand statt und war das erste Rennen der Formel-1-Weltmeisterschaft 1992.

## Berichte

### Hintergrund
Erstmals seit 1985 fand wieder ein Grand Prix in Südafrika statt. Die Rennstrecke von Kyalami war inzwischen weitestgehend umgebaut worden.
Während der Winterpause kündigte Pirelli an, wegen wirtschaftlicher Schwierigkeiten vorerst keine Reifen mehr für die Formel 1 herzustellen. Somit wurde Goodyear Alleinausstatter.
Die Teams McLaren, Williams, Lotus und Ligier starteten jeweils mit den Fahrerpaarungen in die neue Saison, mit denen sie die vorherige beendet hatten. Die Scuderia Ferrari behielt Jean Alesi und engagierte Ivan Capelli als Ersatz für Alain Prost, dem gegen Ende der Saison 1991 die weitere Teilnahme an Formel-1-Rennen für Ferrari untersagt worden war und der sich nicht zuletzt aufgrund eines weiterhin gültigen Ferrari-Vertrages mit entsprechender Bezahlung gegen eine Teilnahme an der Saison 1992 in einem anderen Team entschied.
Neuer Teamkollege von Michael Schumacher bei Benetton wurde Martin Brundle. Nelson Piquet beendete seine Formel-1-Karriere. Footwork engagierte Aguri Suzuki neben Michele Alboreto und trat fortan mit Mugen-Honda-Aggregaten an. Tyrrell stellte sich mit Olivier Grouillard und Andrea de Cesaris sowie Motoren von Ilmor ebenso neu auf, wie Brabham mit Eric van de Poele, der Debütantin Giovanna Amati und Motoren des Herstellers Judd. Bei Jordan wurden ebenfalls beide Cockpits mit Stefano Modena und Maurício Gugelmin neu besetzt und mit Yamaha ein neuer Motorenausrüster gewählt.
Das Fondmetal-Team erweiterte sein Engagement um einen zweiten Wagen und besetzte diesen mit dem Formel-1-Neuling Andrea Chiesa. Pierluigi Martini wechselte von Minardi zur Scuderia Italia und wurde dort neuer Teamkollege von JJ Lehto. Das freigewordene Minardi-Cockpit nahm der Formel-1-Debütant Christian Fittipaldi ein.
Nachdem man sich mit Lola nicht auf eine weitere Zusammenarbeit über 1991 hinaus einigen konnte, schloss Larrousse einen Vertrag über die Entwicklung eines Formel-1-Rennwagens mit dem Sportwagenhersteller Venturi. Bertrand Gachot wurde als Fahrer beibehalten. Für das zweite Cockpit wurde der Debütant Ukyō Katayama engagiert. Das unter schweren finanziellen Problemen leidende Team March ließ den von Mercedes-Benz geförderten Karl Wendlinger sowie den Neuling Paul Belmondo als Paydriver für sich antreten. Der zwischenzeitliche Teamname Leyton House wurde wieder durch die ursprüngliche Bezeichnung ersetzt.
AGS und Coloni hatten sich bereits kurz vor dem Ende der Saison 1991 aus der Formel 1 zurückgezogen, das Team Modena entschied sich nach Abschluss Saison ebenfalls für einen Ausstieg. Auf Basis des Coloni-Teams wurde Andrea Moda Formula neu gegründet. Das Team wollte mit einem modifizierten Coloni C4B in die Saison starten, wurde jedoch vom Rennwochenende ausgeschlossen, da man sich weigerte, ein Antrittsgeld an die FISA zu zahlen.

### Training
Wie üblich durften maximal 30 Fahrzeuge an den regulären Trainingseinheiten teilnehmen. Da diese Zahl infolge des Ausschlusses von Andrea Moda nicht überschritten wurde, konnte auf eine Vorqualifikation verzichtet werden.
Mit einer deutlichen Bestzeit qualifizierte sich Nigel Mansell für die Pole-Position vor dem amtierenden Weltmeister Ayrton Senna und dessen Teamkollege Gerhard Berger. Riccardo Patrese folgte auf dem vierten Startplatz vor Alesi, Schumacher, Wendlinger und Brundle.

### Rennen
Kurz nach dem Start gelang es Patrese, sowohl an Berger als auch an Senna vorbeizuziehen und dadurch gemeinsam mit Mansell eine Doppelführung für Williams herzustellen, die bis ins Ziel Bestand hatte. Berger fiel kurz darauf auf den sechsten Rang hinter Alesi und Schumacher zurück.
Alesi musste in Runde 41 aufgrund eines Problems mit der Ölzufuhr aufgeben. Mansell siegte vor Patrese, Senna, Schumacher und Berger. Johnny Herbert erhielt als Sechster den letzten WM-Punkt des Tages.

## Meldeliste
| Team                           | Nr. | Fahrer               | Chassis         | Motor                       | Reifen |
| ------------------------------ | --- | -------------------- | --------------- | --------------------------- | ------ |
| Honda Marlboro McLaren         | 01  | Ayrton Senna         | McLaren MP4/6B  | Honda RA121E 3.5 V12        | G      |
| Honda Marlboro McLaren         | 02  | Gerhard Berger       | McLaren MP4/6B  | Honda RA121E 3.5 V12        | G      |
| Tyrrell Racing Organisation    | 03  | Olivier Grouillard   | Tyrrell 020B    | Ilmor 2175A 3.5 V10         | G      |
| Tyrrell Racing Organisation    | 04  | Andrea de Cesaris    | Tyrrell 020B    | Ilmor 2175A 3.5 V10         | G      |
| Canon Williams Team            | 05  | Nigel Mansell        | Williams FW14B  | Renault RS3C 3.5 V10        | G      |
| Canon Williams Team            | 06  | Riccardo Patrese     | Williams FW14B  | Renault RS3C 3.5 V10        | G      |
| Motor Racing Developments      | 07  | Eric van de Poele    | Brabham BT60B   | Judd GV 3.5 V10             | G      |
| Motor Racing Developments      | 08  | Giovanna Amati       | Brabham BT60B   | Judd GV 3.5 V10             | G      |
| Footwork Mugen Honda           | 09  | Michele Alboreto     | Footwork FA13   | Mugen-Honda MF-351H 3.5 V10 | G      |
| Footwork Mugen Honda           | 10  | Aguri Suzuki         | Footwork FA13   | Mugen-Honda MF-351H 3.5 V10 | G      |
| Team Lotus                     | 11  | Mika Häkkinen        | Lotus 102D      | Ford Cosworth HB 3.5 V8     | G      |
| Team Lotus                     | 12  | Johnny Herbert       | Lotus 102D      | Ford Cosworth HB 3.5 V8     | G      |
| Fondmetal                      | 14  | Andrea Chiesa        | Fondmetal GR01  | Ford Cosworth HB 3.5 V8     | G      |
| Fondmetal                      | 15  | Gabriele Tarquini    | Fondmetal GR01  | Ford Cosworth HB 3.5 V8     | G      |
| March F1                       | 16  | Karl Wendlinger      | March CG911     | Ilmor 2175A 3.5 V10         | G      |
| March F1                       | 17  | Paul Belmondo        | March CG911     | Ilmor 2175A 3.5 V10         | G      |
| Camel Benetton Ford            | 19  | Michael Schumacher   | Benetton B191B  | Ford Cosworth HB 3.5 V8     | G      |
| Camel Benetton Ford            | 20  | Martin Brundle       | Benetton B191B  | Ford Cosworth HB 3.5 V8     | G      |
| BMS Scuderia Italia            | 21  | JJ Lehto             | Dallara 192     | Ferrari 037 3.5 V12         | G      |
| BMS Scuderia Italia            | 22  | Pierluigi Martini    | Dallara 192     | Ferrari 037 3.5 V12         | G      |
| Minardi Team                   | 23  | Christian Fittipaldi | Minardi M191B   | Lamborghini 3512 3.5 V12    | G      |
| Minardi Team                   | 24  | Gianni Morbidelli    | Minardi M191B   | Lamborghini 3512 3.5 V12    | G      |
| Ligier Gitanes Blondes         | 25  | Thierry Boutsen      | Ligier JS37     | Renault RS3C 3.5 V10        | G      |
| Ligier Gitanes Blondes         | 26  | Érik Comas           | Ligier JS37     | Renault RS3C 3.5 V10        | G      |
| Scuderia Ferrari               | 27  | Jean Alesi           | Ferrari F92A    | Ferrari 040 3.5 V12         | G      |
| Scuderia Ferrari               | 28  | Ivan Capelli         | Ferrari F92A    | Ferrari 040 3.5 V12         | G      |
| Central Park Venturi Larrousse | 29  | Bertrand Gachot      | Venturi LC92    | Lamborghini 3512 3.5 V12    | G      |
| Central Park Venturi Larrousse | 30  | Ukyō Katayama        | Venturi LC92    | Lamborghini 3512 3.5 V12    | G      |
| Sasol Jordan Yamaha            | 32  | Stefano Modena       | Jordan 192      | Yamaha OX99 3.5 V12         | G      |
| Sasol Jordan Yamaha            | 33  | Maurício Gugelmin    | Jordan 192      | Yamaha OX99 3.5 V12         | G      |
| Andrea Moda Formula            | 34  | Alex Caffi           | Andrea Moda C4B | Judd GV 3.5 V10             | G      |
| Andrea Moda Formula            | 35  | Enrico Bertaggia     | Andrea Moda C4B | Judd GV 3.5 V10             | G      |

## Klassifikationen

### Qualifying
| Pos. | Fahrer               | Konstrukteur         | 1. Qualifikationstraining | 1. Qualifikationstraining | 2. Qualifikationstraining | 2. Qualifikationstraining | Start |
| Pos. | Fahrer               | Konstrukteur         | Zeit                      | Ø-Geschwindigkeit         | Zeit                      | Ø-Geschwindigkeit         | Start |
| ---- | -------------------- | -------------------- | ------------------------- | ------------------------- | ------------------------- | ------------------------- | ----- |
| 01   | Nigel Mansell        | Williams-Renault     | 1:15,576                  | 202,969 km/h              | 1:15,486                  | 203,211 km/h              | 01    |
| 02   | Ayrton Senna         | McLaren-Honda        | 1:16,815                  | 199,695 km/h              | 1:16,227                  | 201,236 km/h              | 02    |
| 03   | Gerhard Berger       | McLaren-Honda        | 1:16,672                  | 200,068 km/h              | 1:16,877                  | 199,534 km/h              | 03    |
| 04   | Riccardo Patrese     | Williams-Renault     | 1:17,571                  | 197,749 km/h              | 1:16,989                  | 199,244 km/h              | 04    |
| 05   | Jean Alesi           | Ferrari              | 1:18,388                  | 195,688 km/h              | 1:17,208                  | 198,679 km/h              | 05    |
| 06   | Michael Schumacher   | Benetton-Ford        | 1:18,251                  | 196,031 km/h              | 1:17,635                  | 197,586 km/h              | 06    |
| 07   | Karl Wendlinger      | March-Ilmor          | 1:18,880                  | 194,468 km/h              | 1:18,115                  | 196,372 km/h              | 07    |
| 08   | Martin Brundle       | Benetton-Ford        | 1:19,885                  | 192,021 km/h              | 1:18,327                  | 195,841 km/h              | 08    |
| 09   | Ivan Capelli         | Ferrari              | 1:19,039                  | 194,076 km/h              | 1:18,387                  | 195,691 km/h              | 09    |
| 10   | Andrea de Cesaris    | Tyrrell-Ilmor        | 1:18,544                  | 195,299 km/h              | 1:18,907                  | 194,401 km/h              | 10    |
| 11   | Johnny Herbert       | Lotus-Ford           | 1:19,362                  | 193,286 km/h              | 1:18,626                  | 195,096 km/h              | 11    |
| 12   | Olivier Grouillard   | Tyrrell-Ilmor        | 1:19,473                  | 193,016 km/h              | 1:18,749                  | 194,791 km/h              | 12    |
| 13   | Érik Comas           | Ligier-Renault       | 1:19,970                  | 191,817 km/h              | 1:19,200                  | 193,682 km/h              | 13    |
| 14   | Thierry Boutsen      | Ligier-Renault       | 1:19,506                  | 192,936 km/h              | 1:19,296                  | 193,447 km/h              | 14    |
| 15   | Gabriele Tarquini    | Fondmetal-Ford       | 1:19,577                  | 192,764 km/h              | 1:19,305                  | 193,425 km/h              | 15    |
| 16   | Aguri Suzuki         | Footwork-Mugen-Honda | 1:19,532                  | 192,873 km/h              | 1:20,285                  | 191,064 km/h              | 16    |
| 17   | Michele Alboreto     | Footwork-Mugen-Honda | 1:19,571                  | 192,779 km/h              | 1:19,643                  | 192,604 km/h              | 17    |
| 18   | Ukyō Katayama        | Venturi-Lamborghini  | 1:22,129                  | 186,774 km/h              | 1:19,621                  | 192,658 km/h              | 18    |
| 19   | Gianni Morbidelli    | Minardi-Lamborghini  | 1:21,027                  | 189,315 km/h              | 1:19,636                  | 192,621 km/h              | 19    |
| 20   | Christian Fittipaldi | Minardi-Lamborghini  | 1:20,111                  | 191,479 km/h              | 1:19,641                  | 192,609 km/h              | 20    |
| 21   | Mika Häkkinen        | Lotus-Ford           | 1:19,672                  | 192,534 km/h              | 1:19,931                  | 191,911 km/h              | 21    |
| 22   | Bertrand Gachot      | Venturi-Lamborghini  | 1:21,477                  | 188,269 km/h              | 1:20,039                  | 191,652 km/h              | 22    |
| 23   | Maurício Gugelmin    | Jordan-Yamaha        | 1:20,120                  | 191,458 km/h              | 1:20,216                  | 191,229 km/h              | 23    |
| 24   | JJ Lehto             | Dallara-Ferrari      | 1:20,571                  | 190,386 km/h              | 1:20,126                  | 191,443 km/h              | 24    |
| 25   | Pierluigi Martini    | Dallara-Ferrari      | 1:21,134                  | 189,065 km/h              | 1:20,203                  | 191,260 km/h              | 25    |
| 26   | Eric van de Poele    | Brabham-Judd         | 1:21,648                  | 187,875 km/h              | 1:20,488                  | 190,582 km/h              | 26    |
| DNQ  | Paul Belmondo        | March-Ilmor          | 1:22,022                  | 187,018 km/h              | 1:20,580                  | 190,365 km/h              | –     |
| DNQ  | Andrea Chiesa        | Fondmetal-Ford       | 1:22,170                  | 186,681 km/h              | 1:21,209                  | 188,890 km/h              | –     |
| DNQ  | Stefano Modena       | Jordan-Yamaha        | 1:22,020                  | 187,023 km/h              | 1:21,494                  | 188,230 km/h              | –     |
| DNQ  | Giovanna Amati       | Brabham-Judd         | 1:25,942                  | 178,488 km/h              | 1:24,405                  | 181,738 km/h              | –     |
| EX   | Enrico Bertaggia     | Andrea Moda-Judd     | –                         | –                         | –                         | –                         | –     |
| EX   | Alex Caffi           | Andrea Moda-Judd     | –                         | –                         | –                         | –                         | –     |

### Rennen
| Pos. | Fahrer               | Konstrukteur         | Runden | Stopps | Zeit        | Start | Schnellste Runde |
| ---- | -------------------- | -------------------- | ------ | ------ | ----------- | ----- | ---------------- |
| 01   | Nigel Mansell        | Williams-Renault     | 72     | 0      | 1:36:45,320 | 01    | 1:17,578         |
| 02   | Riccardo Patrese     | Williams-Renault     | 72     | 0      | + 24,360    | 04    | 1:18,571         |
| 03   | Ayrton Senna         | McLaren-Honda        | 72     | 0      | + 34,675    | 02    | 1:18,140         |
| 04   | Michael Schumacher   | Benetton-Ford        | 72     | 0      | + 47,863    | 06    | 1:19,224         |
| 05   | Gerhard Berger       | McLaren-Honda        | 72     | 0      | + 1:13,634  | 03    | 1:19,085         |
| 06   | Johnny Herbert       | Lotus-Ford           | 71     | 0      | + 1 Runde   | 11    | 1:20,188         |
| 07   | Érik Comas           | Ligier-Renault       | 71     | 0      | + 1 Runde   | 13    | 1:20,347         |
| 08   | Aguri Suzuki         | Footwork-Mugen-Honda | 70     | 0      | + 2 Runden  | 16    | 1:21,146         |
| 09   | Mika Häkkinen        | Lotus-Ford           | 70     | 0      | + 2 Runden  | 21    | 1:20,956         |
| 10   | Michele Alboreto     | Footwork-Mugen-Honda | 70     | 0      | + 2 Runden  | 17    | 1:20,821         |
| 11   | Maurício Gugelmin    | Jordan-Yamaha        | 70     | 0      | + 2 Runden  | 23    | 1:20,832         |
| 12   | Ukyō Katayama        | Venturi-Lamborghini  | 68     | 0      | + 4 Runden  | 18    | 1:20,714         |
| 13   | Eric van de Poele    | Brabham-Judd         | 68     | 0      | + 4 Runden  | 26    | 1:23,165         |
| –    | Olivier Grouillard   | Tyrrell-Ilmor        | 62     | 0      | DNF         | 12    | 1:20,476         |
| –    | Thierry Boutsen      | Ligier-Renault       | 60     | 0      | DNF         | 14    | 1:20,524         |
| –    | Pierluigi Martini    | Dallara-Ferrari      | 56     | 0      | DNF         | 25    | 1:23,612         |
| –    | Gianni Morbidelli    | Minardi-Lamborghini  | 55     | 0      | DNF         | 19    | 1:20,852         |
| –    | JJ Lehto             | Dallara-Ferrari      | 46     | 0      | DNF         | 24    | 1:20,922         |
| –    | Christian Fittipaldi | Minardi-Lamborghini  | 43     | 0      | DNF         | 20    | 1:22,072         |
| –    | Andrea de Cesaris    | Tyrrell-Ilmor        | 41     | 0      | DNF         | 10    | 1:20,679         |
| –    | Jean Alesi           | Ferrari              | 40     | 0      | DNF         | 05    | 1:20,332         |
| –    | Ivan Capelli         | Ferrari              | 28     | 0      | DNF         | 09    | 1:21,376         |
| –    | Gabriele Tarquini    | Fondmetal-Ford       | 23     | 0      | DNF         | 15    | 1:22,031         |
| –    | Karl Wendlinger      | March-Ilmor          | 13     | 0      | DNF         | 07    | 1:22,736         |
| –    | Bertrand Gachot      | Venturi-Lamborghini  | 8      | 0      | DNF         | 22    | 1:23,974         |
| –    | Martin Brundle       | Benetton-Ford        | 1      | 0      | DNF         | 08    | 1:51,189         |

## WM-Stände nach dem Rennen
Die ersten sechs des Rennens bekamen 10, 6, 4, 3, 2 bzw. 1 Punkt(e).

### Fahrerwertung
| Pos. | Fahrer             | Konstrukteur         | Punkte |
| ---- | ------------------ | -------------------- | ------ |
| 01   | Nigel Mansell      | Williams-Renault     | 10     |
| 02   | Riccardo Patrese   | Williams-Renault     | 6      |
| 03   | Ayrton Senna       | McLaren-Honda        | 4      |
| 04   | Michael Schumacher | Benetton-Ford        | 3      |
| 05   | Gerhard Berger     | McLaren-Honda        | 2      |
| 06   | Johnny Herbert     | Lotus-Ford           | 1      |
| 07   | Érik Comas         | Ligier-Renault       | 0      |
| 08   | Aguri Suzuki       | Footwork-Mugen-Honda | 0      |
| 09   | Mika Häkkinen      | Lotus-Ford           | 0      |
| 10   | Michele Alboreto   | Footwork-Mugen-Honda | 0      |
| 11   | Maurício Gugelmin  | Jordan-Yamaha        | 0      |
| 12   | Ukyō Katayama      | Venturi-Lamborghini  | 0      |
| 13   | Eric van de Poele  | Brabham-Judd         | 0      |

| Pos. | Fahrer               | Konstrukteur        | Punkte |
| ---- | -------------------- | ------------------- | ------ |
| –    | Olivier Grouillard   | Tyrrell-Ilmor       | 0      |
| –    | Thierry Boutsen      | Ligier-Renault      | 0      |
| –    | Pierluigi Martini    | Dallara-Ferrari     | 0      |
| –    | Gianni Morbidelli    | Minardi-Lamborghini | 0      |
| –    | JJ Lehto             | Dallara-Ferrari     | 0      |
| –    | Christian Fittipaldi | Minardi-Lamborghini | 0      |
| –    | Andrea de Cesaris    | Tyrrell-Ilmor       | 0      |
| –    | Jean Alesi           | Ferrari             | 0      |
| –    | Ivan Capelli         | Ferrari             | 0      |
| –    | Gabriele Tarquini    | Fondmetal-Ford      | 0      |
| –    | Karl Wendlinger      | March-Ilmor         | 0      |
| –    | Bertrand Gachot      | Venturi-Lamborghini | 0      |
| –    | Martin Brundle       | Benetton-Ford       | 0      |

### Konstrukteurswertung
| Pos. | Konstrukteur         | Punkte |
| ---- | -------------------- | ------ |
| 01   | Williams-Renault     | 16     |
| 02   | McLaren-Honda        | 6      |
| 03   | Benetton-Ford        | 3      |
| 04   | Lotus-Ford           | 1      |
| 05   | Ligier-Renault       | 0      |
| 06   | Footwork-Mugen-Honda | 0      |
| 07   | Jordan-Yamaha        | 0      |
| 08   | Venturi-Lamborghini  | 0      |

| Pos. | Konstrukteur        | Punkte |
| ---- | ------------------- | ------ |
| 09   | Brabham-Judd        | 0      |
| –    | Tyrrell-Ilmor       | 0      |
| –    | Dallara-Ferrari     | 0      |
| –    | Minardi-Lamborghini | 0      |
| –    | Ferrari             | 0      |
| –    | Fondmetal-Ford      | 0      |
| –    | March-Ilmor         | 0      |